# Избори за председника Републике Македоније 2014.
Избори за председника Северне Македоније 2014. који су одржани на 13. април и 27. април као део општих избора Северне Македоније 2014. године.
За предсједника је поново изабран Ђорге Иванов.

## Резултати
| Кандидат | Странка                             | Први круг | Први круг | Други круг | Други круг |
| Кандидат | Странка                             | Гласови   | %         | Гласови    | %          |
| --- | ----------------------------------- | --------- | --------- | ---------- | ---------- |
| Ђорге Иванов | ВМРО-ДПМНЕ                          | 449,442   | 51.69     | 534,910    | 55.28      |
| Стево Пендаровски | Социјалдемократски савез Македоније | 326,164   | 37.51     | 398,077    | 41.14      |
| Иљаз Халими | Демократска партија Албанаца        | 38,966    | 4.48      |            |            |
| Зоран Т. Поповски | Грађанска опција за Македонију      | 31,368    | 3.61      |            |            |
| неважећи гласови | неважећи гласови                    | 23,677    | –         | 34,707     | –          |
| Укупно гласача | Укупно гласача                      | 869,617   | 100       | 967,694    | 100        |
| Излазност | Излазност                           | 1,779,572 | 48.86     | 1,779,572  | 54.36      |
| Извор: https://web.archive.org/web/20170214102547/http://rezultati2014.sec.mk/President/Results?cs=mk-MK&r=1&rd=r&eu=All&m=All&ps=All |                                     |           |           |            |            |